# Segno di Leser-Trelat

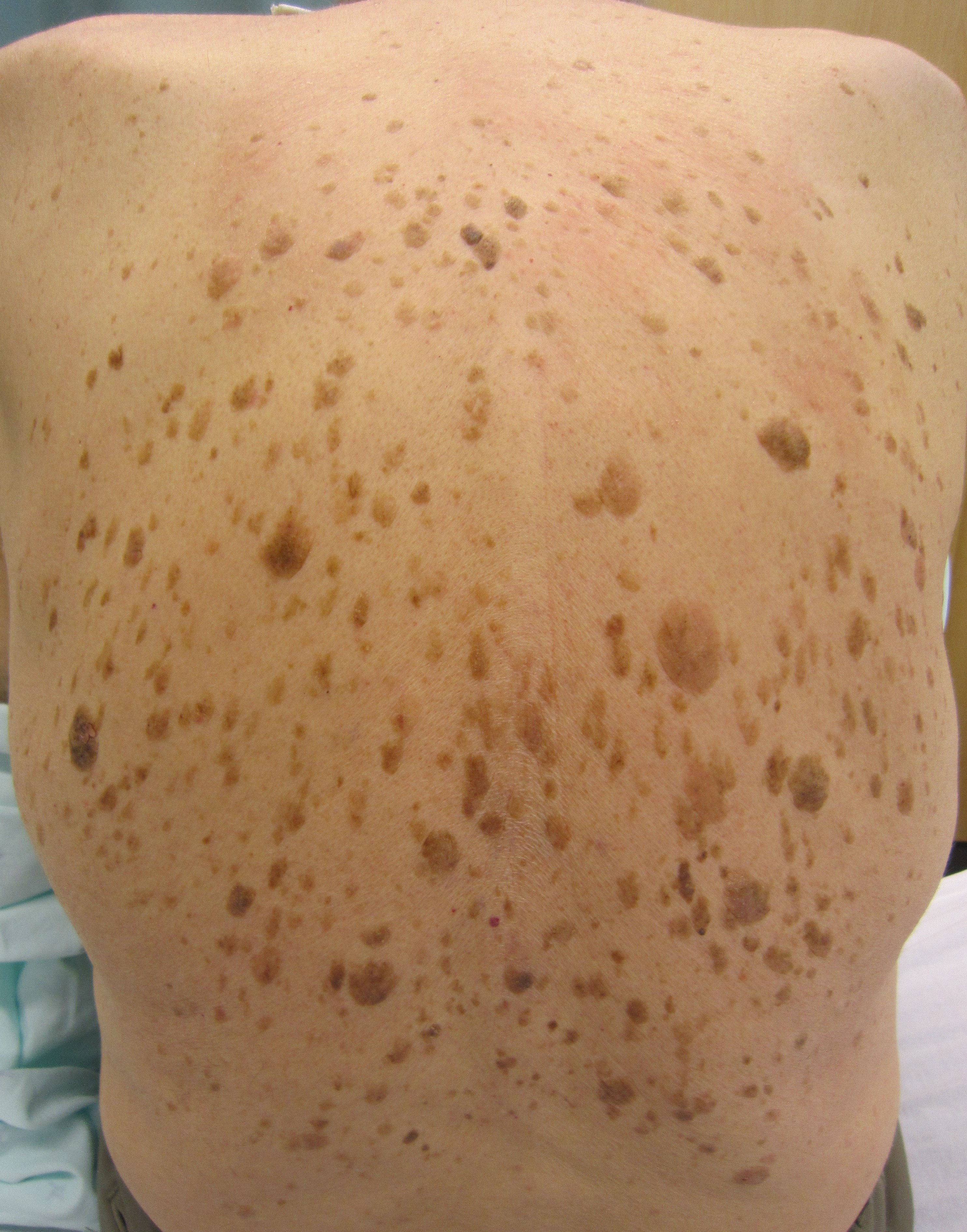
Cheratosi seborroiche pruriginose sulla schiena di un paziente

Presenza di cheratosi seborroiche pruriginose a comparsa improvvisa, a localizzazione prevalentemente toracica e ai fianchi, con forma ad albero di natale (presenza di lesioni soltanto a livello del tronco, assenza a livello di testa, collo e arti superiori e inferiori).
Si può trovare associato ad Acanthosis nigricans maligna, Pachidermatoglifìa acquisita (Tripe palms) e in tal caso è elevata la probabilità di una patologia neoplastica concomitante che interessa gli organi addominali.